# Taylor Hawkins & the Coattail Riders
I Taylor Hawkins & the Coattail Riders sono stati un gruppo musicale statunitense fondato nel 2004 da Taylor Hawkins, batterista dei Foo Fighters.

## Storia del gruppo

### Primi anni (2004-2006)
Questo progetto parallelo nasce quando Hawkins cominciò a registrare alcuni brani nello studio di registrazione di Drew Hester. Hawkins ne è il batterista e il cantante mentre Chris Chaney è il bassista e Gannin Arnold il chitarrista. Chaney e Hawkins avevano già fatto parte in precedenza di una stessa band, i Sexual Chocolate, gruppo che accompagnava Alanis Morissette nei suoi tour.
Il 21 marzo 2006 il gruppo pubblica il suo album d'esordio omonimo Taylor Hawkins & the Coattail Riders, che comprende 11 brani registrati nel 2004. Il primo singolo estratto dall'album è la prima traccia Louise.

### Red Light Fever(2009-2010)
A fine 2009 Taylor Hawkins dichiarò in un'intervista al sito internet The Rock Radio che il secondo disco del gruppo era già pronto, ma non si era ancora deciso come intitolarlo e se e quando pubblicarlo.
Nel febbraio 2010 fu annunciato che il nuovo album era intitolato Red Light Fever e sarebbe stato pubblicato il 19 aprile successivo. Alla realizzazione di quest'album, registrato allo Studio 606 in California, hanno partecipato nomi celebri della musica rock come Brian May e Roger Taylor dei Queen, Dave Grohl dei Foo Fighters ed Elliot Easton dei The Cars.

### Get the Money, morte di Hawkins
Il 25 marzo 2022 Hawkins è stato trovato morto in un hotel di Bogotà, luogo in cui i Foo Fighters avrebbero dovuto tenere un concerto come tappa della loro tournée sudamericana in supporto al loro album Medicine at Midnight.

## Formazione
- Taylor Hawkins – voce, batteria (2004-2022)
- Chris Chaney – basso (2004-2022)
- Gannin Arnold – chitarra (2004-2022)

## Discografia
- 2006 – Taylor Hawkins & the Coattail Riders
- 2010 – Red Light Fever
- 2019 – Get the Money